# Compactage dynamique
Ne doit pas être confondu avec Compactage de sol.

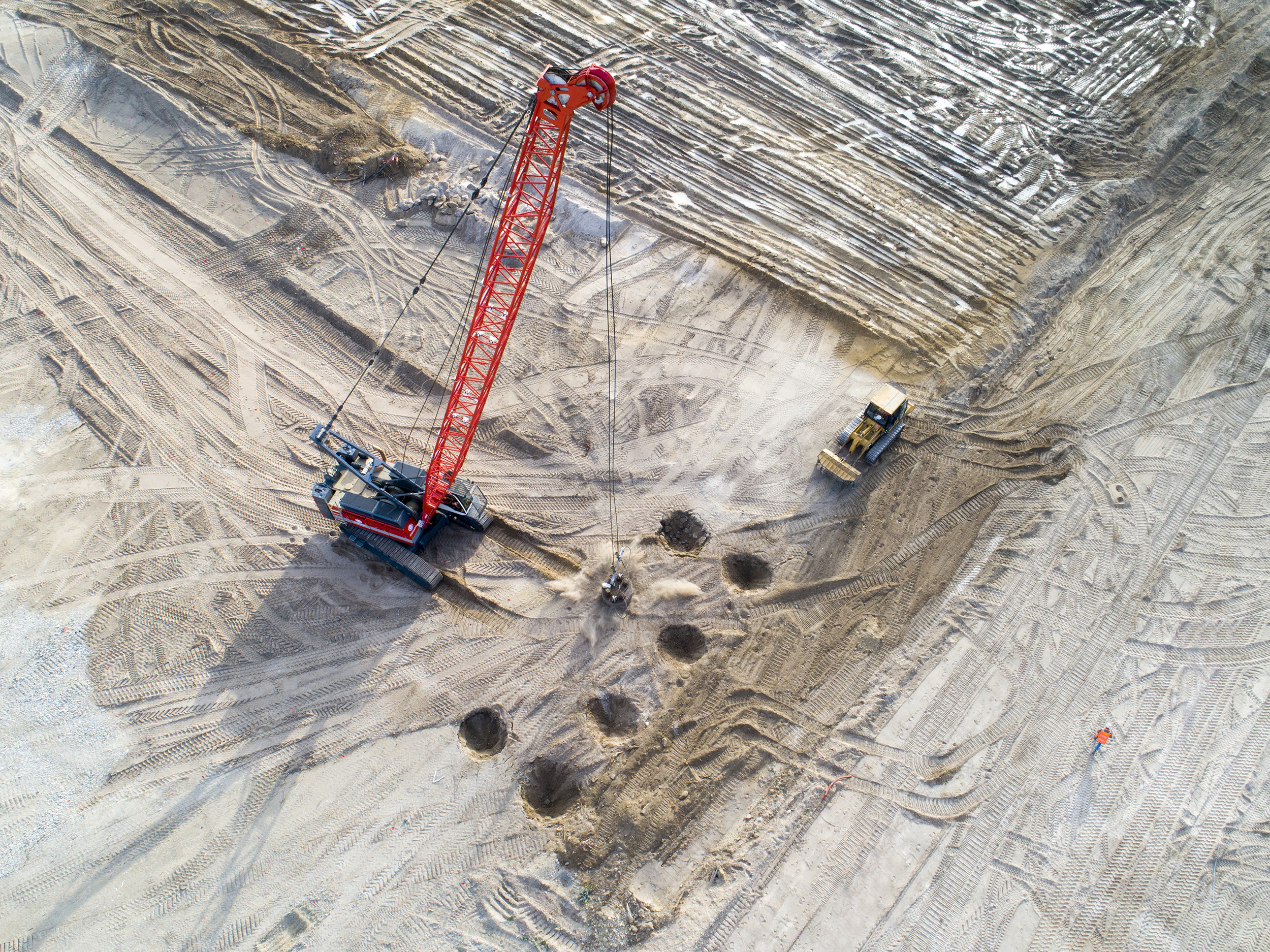
Vue aérienne d'un atelier de Compactage Dynamique

Le compactage dynamique est une méthode utilisée pour augmenter la densité d'un sol la plupart du temps à dominante granulaire (sable ou cailloux). Le processus consiste à laisser tomber une masse de plusieurs tonnes ou dizaines de tonnes à plusieurs reprises sur le sol en respectant un maillage régulièrement espacé. La masse et la hauteur de chute appliquées sur chantier dépendent du degré de compactage souhaité. La masse peut faire entre 8 et 36 tonnes, voire plus pour certains très gros projets techniques. La hauteur de chute varie de 1 à 30 mètres de hauteur.
L'impact de la masse en chute libre crée des ondes qui contribuent à la densification du sol. Ces  impacts peuvent compacter le sol jusqu'à un maximum de 10 mètres de profondeur. Dans les sols sans cohésion, ces impacts créent une liquéfaction localisée qui est suivie du compactage du sol. Dans les sols cohésifs, ces impacts créent une augmentation de la pression interstitielle de l'eau qui est suivie par le compactage du sol. La pression de l'eau interstitielle est la pression de l'eau emprisonnée entre les particules de roches et de sols.
Le degré de compactage dépend du poids de la masse utilisée, de la hauteur à partir de laquelle la masse est lâchée et du maillage de traitement, c'est-à-dire l'espacement entre chaque impact où le marteau est lâché. Le premier impact de la masse est celui qui a le plus d'impact et qui  pénètre à la plus grande profondeur dans le sol. Les chutes de la masse suivantes, pour un même point d'impact, compactent des couches de moins en moins profondes au fur et à mesure que la masse est lâchée un grand nombre de fois. Le processus est complété en compactant le sol en surface de manière plus traditionnelle.

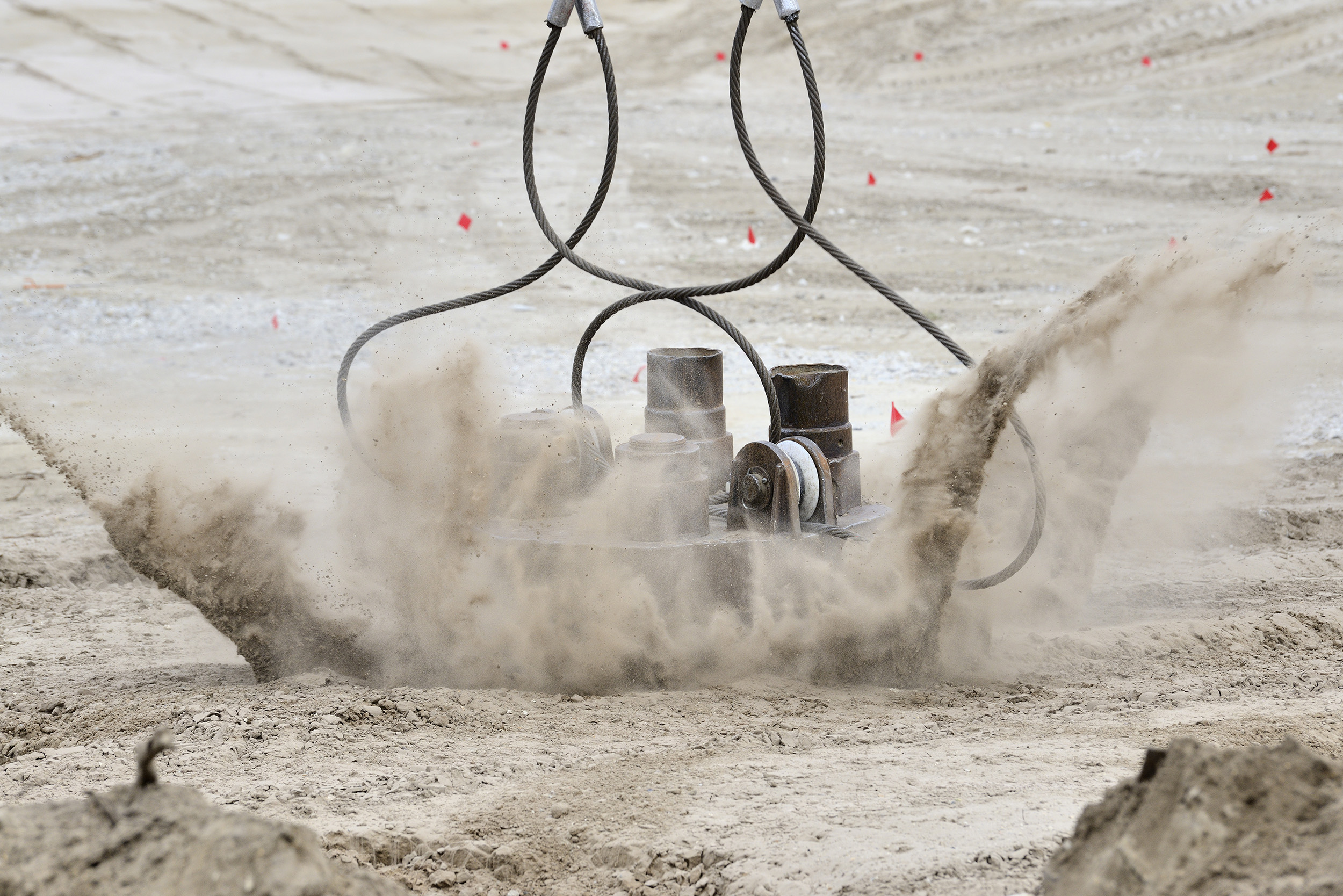
Impact d'une masse de Compactage Dynamique dans un sol granulaire

La plupart des types de sols peuvent être améliorés par compactage dynamique. Les remblais anciens, notamment granulaires, et les sols granuleux sont ceux les plus aptes à être traités par compactage. Les sols qui se trouvent sous la nappe phréatique doivent être traités avec soin pour permettre l'évacuation de l'excès de pression interstitielle de l'eau qui se crée lorsque la masse tombe sur la surface du sol.